# 朱邪輔國
朱邪輔國（?—?），处月酋长，沙陀人，朱邪骨咄支的父親。
其父朱邪金山被唐朝封为“金满州都督”，受北庭大都护府管辖，累封张掖郡公。金山死后，朱邪輔國嗣位。712年，沙陀受吐蕃压迫，北迁庭州。率其部下入朝朝见唐玄宗。开元二年（714年），复领金满州都督，唐玄宗封其母鼠尼施为鄯国夫人。辅国累爵永寿郡王。